# Caridina natalensis
Caridina natalensis is een garnalensoort uit de familie van de Atyidae. De wetenschappelijke naam van de soort is voor het eerst geldig gepubliceerd in 1925 door Bouvier.